# Temülün
Temülün est l'unique fille de Yesügei et d'Hö'elün, donc la sœur cadette de Gengis Khan. Elle appartient à la maison princière des Bordjiguines.

## Biographie
Temülün est la fille unique de Yesügei et d'Hö'elün, née après ses frères Temüdjin (devenu Gengis Khan), Djôtchi-Qasar, Qatchi’un et Temüge,. Le nom de Temülün, comme ceux de ses frères Temüjin et Temüge, est dérivé de la racine temür, qui signifie « fer »,,. Il s'agit en fait de variantes du même nom, peut-être choisies parce que la famille descendrait d'une lignée de forgerons.
Temülün devient orpheline très jeune et grandit avec sa mère et ses frères. Après que Temujin a grandi, elle se lie d'amitié avec Butu, un aristocrate Ikires, qui l'épouse et devient gendre impérial. On ne sait pas combien d’enfants naissent de Temülün. Elle meurt vers 1201-1202. Plus tard, la fille de Gengis Khan, Khojin Beki, devient l'épouse de Butu. Après cela, les princes Ikires épousent des princesses royales et travaillent pour le gouvernement mongol jusqu'à la fin de la dynastie Yuan[réf. souhaitée].
En 1321, sur ordre du Gegeen Khan, Temülün Changuo est honorée du titre posthume de princesse (昌国大長公主), tel qu'enregistré dans le livre 109 du Yuan Shi au début du chapitre sur la princesse Changuo. La raison du nom de princesse Chang Guo est que pendant la dynastie Yuan, le seigneur de la province d'Ikires a le titre de Chang Wang (昌王), donc leurs princesses sont appelées par le titre chinois de princesse Chang Guo[réf. souhaitée].